# Luckhuggning
Luckhuggning är en föryngringsmetod inom trakthyggesbruk som innebär att det slutavverkningsmogna beståndet avverkas i etapper under 15–40 år. Vid första avverkningen öppnas ett antal runda eller ovala luckor i beståndet. I takt med att föryngring infinner sig i luckorna utvidgas dessa tills hela det gamla beståndet avverkats.
Kanthuggning är en variant på samma tema och innebär att långsträckta, 5–30 m breda och parallella bälten avverkas igenom beståndet. Dessa breddas sedan åt ena eller båda hållen, tills hela beståndet avverkats. Jämfört med luckhuggning ger kanthuggning en mer strikt form och placering av ”luckorna” vilket gör att man får bättre kontroll över föryngringsprocessen.
Både luck- och kanthuggning betraktas ibland som exempel på hyggesfritt skogsbruk. Ingen av metoderna har egentligen förekommit i svenskt skogsbruk sedan 1940-talet annat än i försöks- eller demonstrationssyfte.